# Corythoichthys ocellatus
Corythoichthys ocellatus is een straalvinnige vis uit de familie van zeenaalden en Zeepaardjes (Syngnathidae), orde zeenaaldachtigen (Syngnathiformes), die voorkomt in het westen van de Grote Oceaan in tropische wateren op een diepte van maximaal 12 meter.

## Beschrijving
De soort bereikt een maximale lengte van 10 centimeter.

## Relatie tot de mens
De soort staat niet op de Rode Lijst van de IUCN.